# 回転子

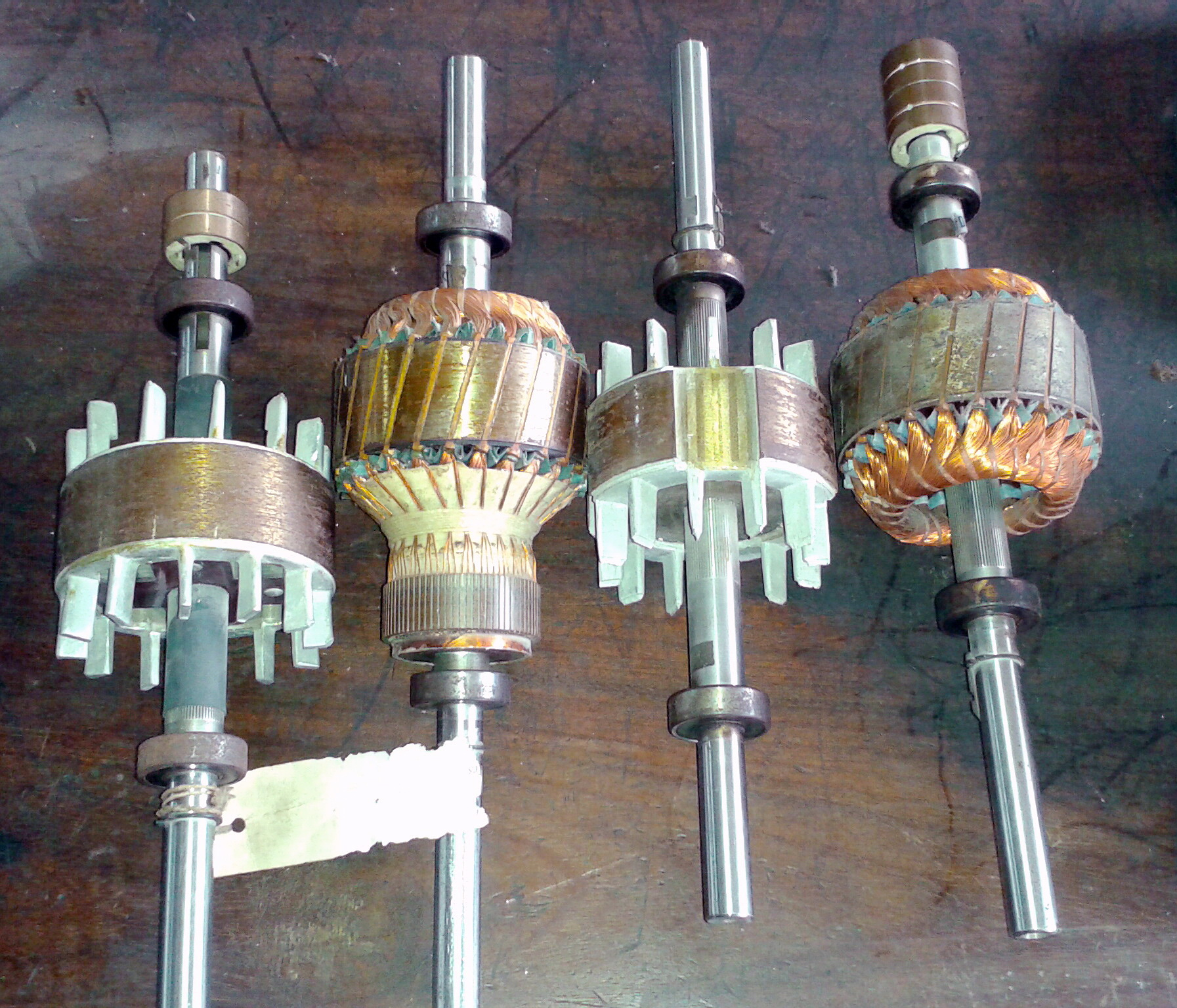
様々な種類の回転子

回転子（かいてんし、Rotor : ローター）は、回転する電機子または界磁または構造物を言う。

## 分類
かご形（誘導機）
積層ケイ素鋼板の鉄心のスロットに電気伝導体の棒を埋め込みその端を電気伝導体の端絡環で結んだ構造である。構造が単純・堅牢で安価である。小容量と中容量では、導体と端絡環と通風翼が純度の高いアルミニウムの加圧鋳造で造られた一体構造となっている。
特殊かご形（誘導機）
始動時の電流は小さくトルクは大きいことが好ましいことから、始動時の回転子の電気抵抗を大きくするために使用される。
- 二重かご形 - 回転子電気導体を半径方向に二重に配置したもの。
- 深溝かご形 - 半径方向に細長い回転子電気導体のもの。

巻線形（直流機・同期機・誘導機）
直流で励磁する場合は電流の加減により磁力の調整が可能である。交流で励磁する場合は周波数を変えることで回転速度の制御を行うことも可能である。誘導機の場合は、巻線に接続する抵抗の大きさを変えることで始動特性を変えることができる。
永久磁石形（直流機・同期機）
回転子の損失による温度上昇が無いため、その保護が不要となる。

## 配置・形状
インナーローター
円筒形の回転子の外部に固定子を配置したもので、構造的に無理が無い。小型のものは特に、慣性モーメントが小さく、速度変化・正逆転運転させやすい。一般の大型電動機、小型のものはロボットなどのアクチュエーターとして使用される。
アウターローター
カップ状の回転子の内部に固定子を配置したもので、慣性モーメントが大きく、駆動トルクも大きくできるのでインナーロータとは対照的に定速度性に優れる。定速度性を生かしてDVDの回転部・ビデオテープレコーダーなどのドラム用として用いられる。また、軽量のわりに高トルクなことを生かして、模型飛行機のプロペラの直結駆動用としても用いられるようになってきている。
フラットローター
扁平な回転子と扁平な固定子とを回転軸方向に重ねて配置したもので、薄型の装置用として用いられる。